# Ахмет-бег Шкањевић
Ахмет-бег Шкањевић је био најпознатији племић из чувене барске феудалне породице Шкањевића. Изградио је Шкањевића џамију у Бару (Стари Бар) око 1750. године, као и камени мост на ријеци Жељезници (једини камени мост на тој ријеци, страдао у земљотресу, 1979. године). Саградио је и неколико млинова за маслине и жито, на ријеци Бунару. Велики вакуф са неколико маслињака, оставио је Исламској заједници у Бару.